# لهستان در المپیک تابستانی ۲۰۲۴
کاروان المپیکی لهستان، یکی از کاروان‌های شرکت‌کننده در بازی‌های المپیک تابستانی ۲۰۲۴ بود. این دور از بازی‌ها از ۲۶ ژوئیه تا ۱۱ اوت ۲۰۲۴ (۵ تا ۲۱ امرداد ۱۴۰۳ خورشیدی) به میزبانی پاریس، پایتخت فرانسه برگزار شد. نخستین حضور لهستانی‌ها به المپیک ۱۹۲۴ بازمی‌گردد، که دقیقا آن دوره نیز در شهر پاریس برگزار شد. کاروان لهستان به جز در یک دوره، در تمامی ادوار المپیک پس از آن شرکت کرده‌اند. لهستان شوروی، در حمایت از اتحاد جماهیر شوروی، المپیک ۱۹۸۴ به میزبانی لس آنجلس را تحریم کردند.
کاروان لهستان در این دوره با کسب ۱۰ مدال (یک طلا، چهار نقره و پنج برنز) در ۹ رشته ورزشی گوناگون، جایی بهتر از جایگاه چهل و دوم را در جدول مدال‌های المپیک تابستانی ۲۰۲۴ کسب نکردند. این جایگاه، بدترین نتیجه کسب شده توسط کاروان لهستان در دوره‌های المپیک تابستانی بود. ۸ مدال از ۱۰ مدال کسب شده را زنان و ۲ مدال دیگر را مردان این کاروان کسب کردند. شمار طلا و مجموع مدال‌های کسب شده نیز کمترین میزان از ۱۹۵۶ بود.
دستاورد قابل ذکر ورزشکاران لهستانی، شامل تنیسور این کشور، مدال برنز ایگا شفیونتک در ماده انفرادی زنان بود، که نخستین مدال کسب شده‌ی لهستانی‌ها در رشته‌ی تنیس در المپیک بود. یولیا شرمتا با کسب مدال نقره، توانست نخستین بوکسور زن لهستانی لقب گیرد که توانسته در این رشته مدالی را در المپیک کسب کند. الکساندرا میروسلاو با ۶.۰۶ ثانیه، توانست یک رکورد جدید در بخش سرعت سنگ‌نوردی را به‌نام خود ثبت و مدال طلای تاریخی لهستان در این رشته را به گردن آویزد. مدال نقره‌ی کسب شده توسط تیم ملی والیبال مردان لهستان، نخستین مدال کسب شده لهستان در این ورزش از المپیک ۱۹۷۶ مونترال بود که در آنجا یک مدال طلا کسب کردند. ورونیکا لیزاکوسکا، یک رکورد المپیکی ملی جدید ۳:۵۷.۳۱ در ۱۵۰۰ متر زنان ثبت کرد.  رکورد ملی دیگر ثبت شده در این دوره، توسط آلیسیا کونیکزک در دوی امدادی ۳۰۰۰ متر با ۹:۱۶.۵۱ به‌دست آمد.
در صدمین سالگرد حضور رسمی ورزشکاران لهستانی در بازی های المپیک، کمیته المپیک لهستان نخستین خانه لهستانی (Maison Polonaise) را گشود که درBois de Boulogne پاریس قرار داشت. در آیین گشایش آن ، آندژی دودا، رئیس‌جمهور وقت لهستان نیز حضور داشت. این خانه محل ملاقات المپیکی‌های لهستانی، روزنامه‌نگاران و هواداران لهستانی بود و میزبان رویدادهایی بود که لهستان و ورزش لهستان را تبلیغ می‌کردند.
قهرمان دو دوره المپیک، توماش مایفسکی به عنوان رئیس هیات در المپیک پاریس برگزیده شد.

## مدال‌آوران
| مدال | ورزشکار | ورزش        | رویداد               | تاریخ    |
| ---- | --- | ----------- | -------------------- | -------- |
| طلا  | الکساندرا میروسلاو | سنگ‌نوردی    | سرعت زنان            | ۷ اوت    |
| نقره | کلودیا زوولینسکا | قایقرانی    | اسلالوم یک‌نفره زنان  | ۲۸ ژوئیه |
| نقره | تیم ملی والیبال مردان لهستان - ماتئوش بینیک - بارتلومیژ بلادژ - توماش فورنال - نوربرت هوبر - مارچین یانوش - لوکاس کاچمارک - بارتوش کورک - یاکوب کوخانوفسکی - ویلفردو لئون - گژگوش لوماش - کامیل سمنیوک - الکساندر شیوکا - پاوو زاتورسکی | والیبال     | رقابت مردان          | ۱۰ اوت   |
| نقره | یولیا شرمتا | بوکس        | ۵۷ ک.گ زنان          | ۱۰ اوت   |
| نقره | داریا پیکولیک | دوچرخه‌سواری | اومنیوم زنان         | ۱۱ اوت   |
| برنز | الکساندرا یارتسکا آلیتسیا کلاسیک رناتا کناپیک-میازگا مارتینا اسواتوفسکا-ونگلارچیک | شمشیربازی   | اپه تیمی زنان        | ۳۰ ژوئیه |
| برنز | فابیان بارانسکی متئوش بیسکوپ دومینیک چایا میروسواو زیتارسکی | روئینگ      | اسکال چهار‌نفره مردان | ۳۱ ژوئیه |
| برنز | ایگا شفیونتک | تنیس        | انفرادی زنان         | ۲ اوت    |
| برنز | الکساندرا کالوکا | سنگ‌نوردی    | سرعت زنان            | ۷ اوت    |
| برنز | ناتالیا کاچمارک | دو و میدانی | ۴۰۰ متر زنان         | ۹ اوت    |

## شرکت‌کنندگان
فهرست زیر به تفکیک ورزش و جنسیت، ورزشکاران لهستانی را واکاوی می‌کند.
| ورزش              | مردان | زنان | کل  |
| ----------------- | ----- | ---- | --- |
| تیراندازی با کمان | ۰     | ۱    | ۱   |
| دو و میدانی       | ۲۶    | ۳۳   | ۵۹  |
| بسکتبال           | ۴     | ۰    | ۴   |
| بوکس              | ۲     | ۳    | ۵   |
| قایقرانی          | ۵     | ۱۰   | ۱۵  |
| دوچرخه‌سواری       | ۵     | ۹    | ۱۴  |
| شیرجه             | ۱     | ۰    | ۱   |
| سوارکاری          | ۵     | ۵    | ۱۰  |
| شمشیربازی         | ۴     | ۸    | ۱۲  |
| گلف               | ۱     | ۰    | ۱   |
| جودو              | ۲     | ۲    | ۴   |
| پنج‌گانه مدرن      | ۲     | ۲    | ۴   |
| روئینگ            | ۴     | ۲    | ۶   |
| قایقرانی بادبانی  | ۵     | ۵    | ۱۰  |
| تیراندازی         | ۲     | ۵    | ۷   |
| سنگ‌نوردی          | ۰     | ۲    | ۲   |
| شنا               | ۱۳    | ۸    | ۲۱  |
| تنیس روی میز      | ۱     | ۴    | ۵   |
| تنیس              | ۰     | ۴    | ۴   |
| سه‌گانه            | ۰     | ۱    | ۱   |
| والیبال           | ۱۴    | ۱۲   | ۲۶  |
| وزنه‌برداری        | ۰     | ۱    | ۱   |
| کشتی              | ۳     | ۲    | ۵   |
| کل                | ۹۹    | ۱۱۹  | ۲۱۸ |